# Географія Північної Македонії

Карта Північної Македонії

Республіка Північна Македонія — країна, яка розташована на Балканському півострові на південному сході Європи.

## Назва
Назва країни Північна Македонія (мак. Македонија; грец. Μακεδονία) походить від назви античного царства (згодом область) Македонес (грец. Μακεδόνες). Давньогрецький прикметник μακεδνός (македнос) означає високий, який має той самий корінь, що й іменник μάκρος (довжина) у стародавній і новогрецькій мові. Імовірно назва означала або горці, або високі люди.
За Гесіодом, назва Македонія походить від назви царя-засновника країни, сина Зевса і онука Девкаліона — Македона (грец. Μακεδών). Область сучасної Північної Македонії в давнину була частиною царства Паннонії, яку завоювали македонці, а потім римляни, ставши таким чином римською провінцією лат. Macedonia Salutaris, або лат. Macedonia Secunda.

## Геологія
Гори Північної Македонії складені кристалічними сланцями, доломітами, вапняками; місцями розвинений карст.
Регіон є сейсмічно активним, землетруси достатньо сильні. В результаті землетрусу, що стався 1963 року, було сильно зруйноване місто Скоп'є.

### Корисні копалини
У Північній Македонії існують родовища магнетиту (біля Дамяна), залізної руди (поблизу Кичево), свинцево-цинкових руд (Кратово-Злетовська гірничорудна область). Північна Македонія багата родовищами хромітів, азбесту, срібла, сірки, лігнітів.

## Рельєф

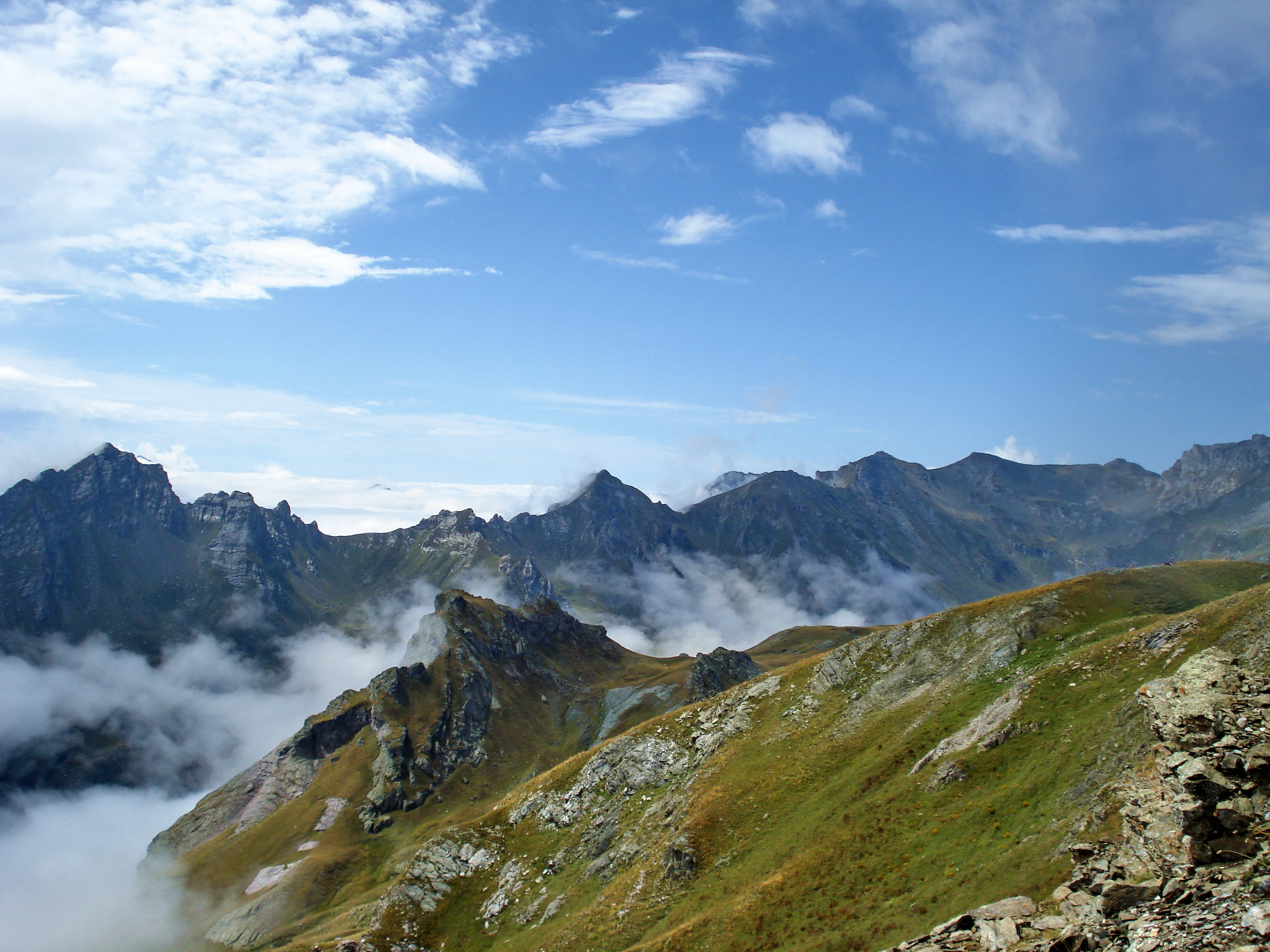
Кораб, найвища гора Північної Македонії

На більшій частині території розташовані хребти середньовисоких гірських систем Скопська-Црна-Гора, Пінд, Шар-Планина. Найвища гора країни, Кораб (2764 м) та масив Пірин, розділені обширними міжгірними улоговинами. Один від одного гірські хребти відділяють долини річок Вардар та Струмиця, що протікають через всю країну. На південному заході розташовані великі озера Охридське та Преспа, а на південному сході — велике Дойранське озеро. Нижча точка — уріз води річки Вардар (50 м).

## Клімат
Північна Македонія має унікальний клімат, що пояснюється її розташуванням та рельєфом. Клімат рівнин — середземноморський, в поєднанні з впливом Чорного моря. Клімат також має континентальні характеристики, які підкреслюють гори на півдні, що перешкоджають гарячому повітрю з півдня рухатися на північ. З іншого боку, хребет Шар-Планина, який розташована в північно-західній частині, блокує холодні північні вітри. В цілому, в північній та західній частинах країни клімат відносно близький до континентального, а в південних та східних регіонах — до середземноморського клімату. Літо спекотне сухе, зима м'яка дощова. Середня річна температура +11…+12 °C, середня температура липня +21…+24 °C, січня — близько 0 °C. Середня річна кількість опадів 500–700 мм, на півдні випадає більше.

## Гідрографія

### Річки

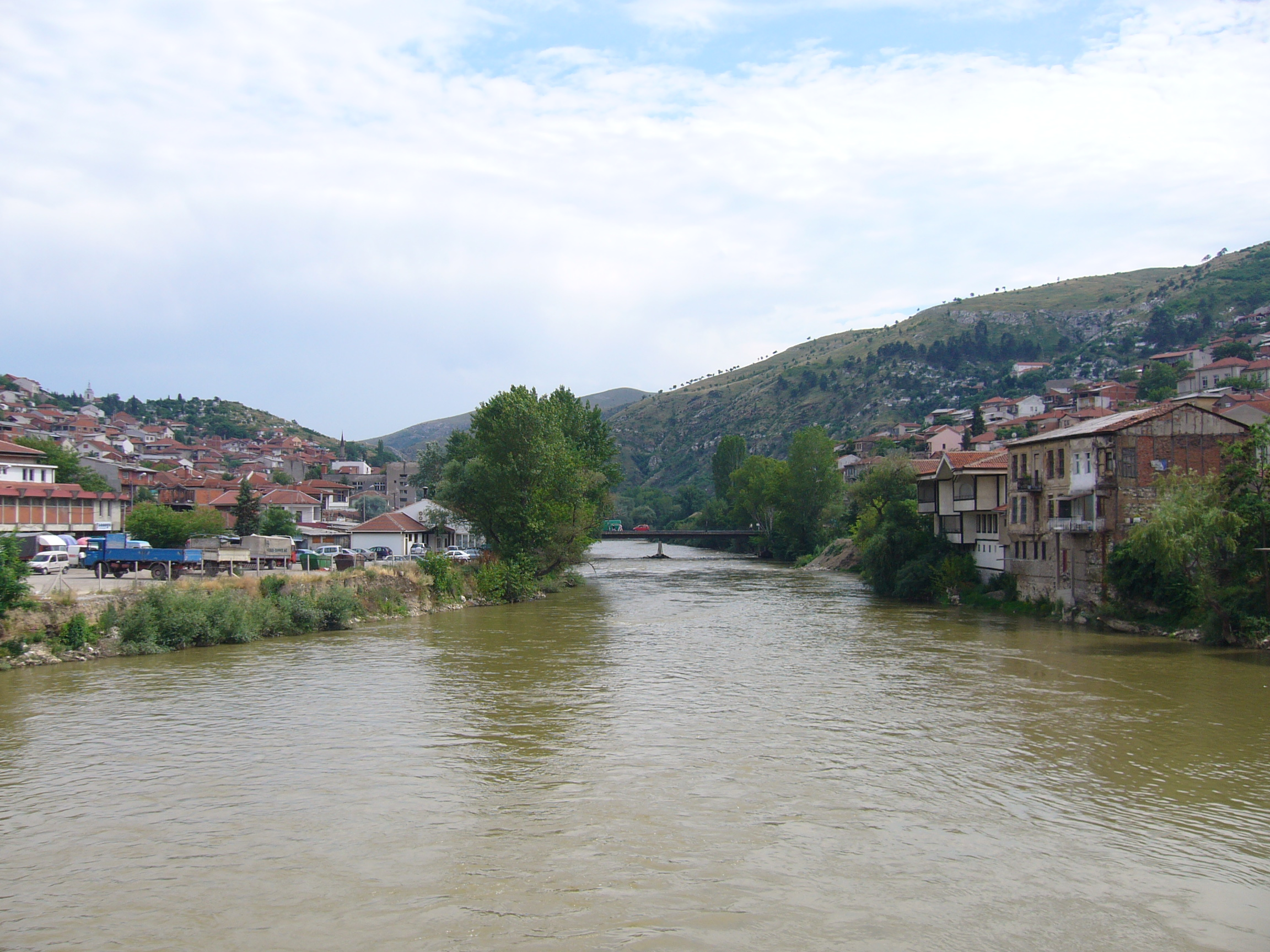
Вардар в місті Велес

Більша частина країни належить до водозбірного басейну Егейського моря, лише західні райони до басейну Адріатичного моря. Найбільші річки: Вардар, басейн Егейського моря та її притоки: Брегальниця, Црна Река і Треска. Інша велика річка — Струмиця, басейн Егейського моря. В Адріатичне море впадають Чорний Дрин та Радика. Річки живляться переважно взимку та ранньою весною, снігом та дощом. Влітку через хронічний брак опадів, річки мають низький рівень води. Деякі особливо дрібні притоки пересихають.

#### Вардар
Головна водна артерія історико-географічної області Полог. Басейн Вардару займає дві третини території Північної Македонії. Практично всюди річку оточують гори. Тече по міжгірських улоговинах, розділених ущелинами, впадає в затоку Термаїкос Егейського моря. Найбільші паводки в осінньо-зимовий період, а також навесні; з липня по вересень маловодна. Річкова долина надала своє ім'я вітру вардаріс який приносить холодне повітря до Салонік. Це відбувається, коли атмосферний тиск над східною Європою вищий, ніж над Егейським морем, частіше це відбувається взимку. Подібний до французького містралю.

### Озера
Охридське озеро найглибше на Балканах, зберегло унікальну водну екосистему, представлену більш ніж 200 ендемічними видами, що мають світове значення. 1980 року Охрид й Охридське озеро були включені в список об'єктів всесвітньої спадщини ЮНЕСКО. Максимальна глибина озера — 288 м, середня глибина — 155 м. По озеру проходить кордон між Північною Македонією та Албанією.
|                 |                                                      |                                                                       |
| Охридське озеро | Топографічна карта Охридського озера та озера Преспа | Пелістерські Очі, льодовикові озера на висоті 2218 м в горах Пелістер |

## Рослинність

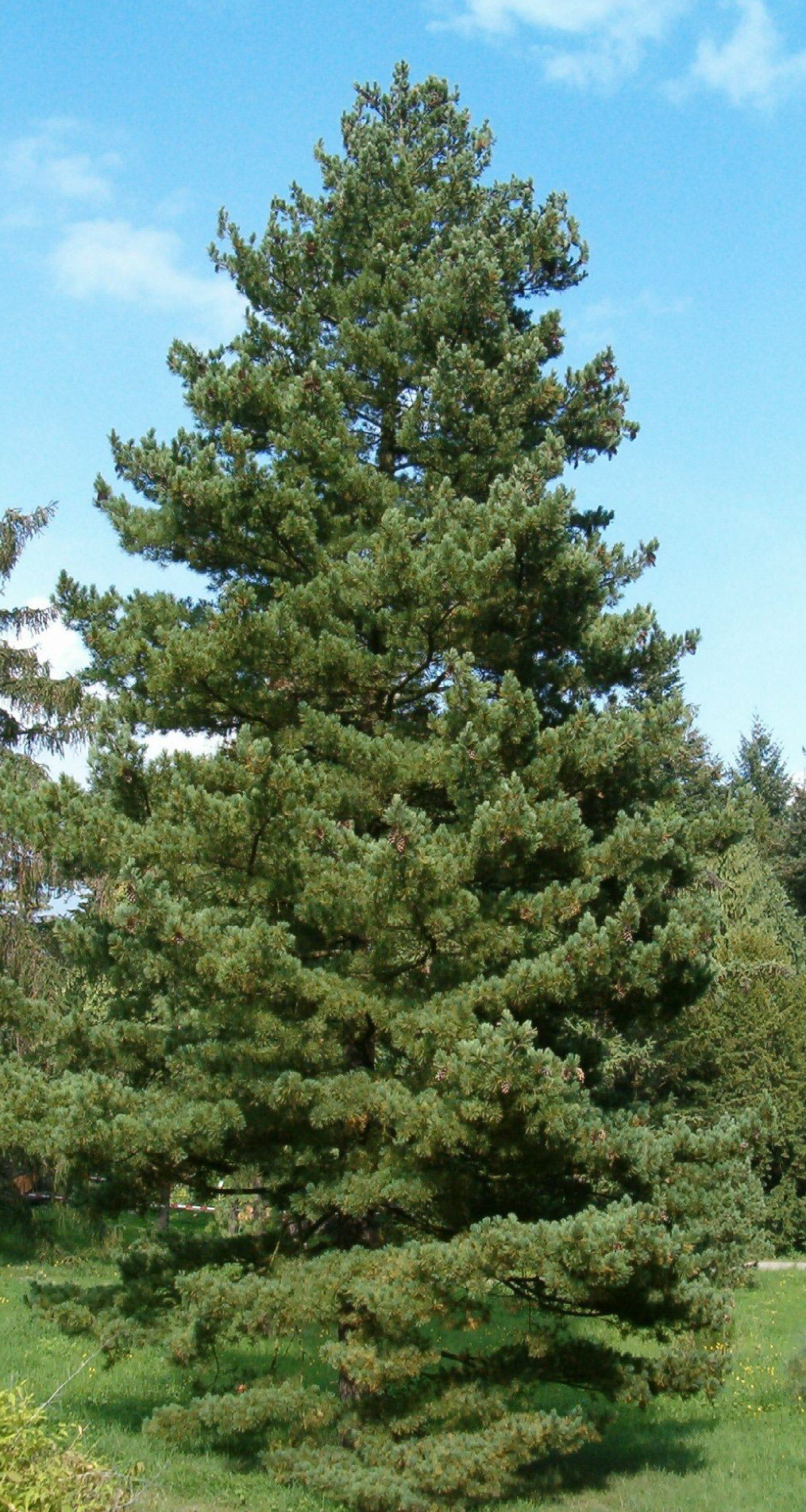
Сосна македонська (Pinus peuce), одне з найпоширеніших дерев Македонії

Флора Північної Македонії представлена близько 210 родинами, 920 родами, і близько 3700 видами рослин. Найчисленніші групи: покритонасінні рослин близько 3200 видів, мохи (350 видів) та папороті (42 види).
З точки зору ботанічної географії, Північна Македонія належить до іллірійської провінції Ціркумбореального регіону Бореального Підцарства. Згідно з даними Всесвітнього фонду природи (WWF) та цифровими картами європейських екологічних регіонів від Європейської агенції довкілля, територія Республіки може бути поділена на чотири екорегіони:
- мішані ліси Пінду;
- балканські мішані ліси;
- родопські мішані ліси;
- егейські склерофіти і мішані ліси.

Долини оброблені, на схилах до висоти 2000 м — мішані ліси й чагарники, вище — гірські луки.

## Тваринний світ
Тваринний світ Північної Македонії небагатий. З великих ссавців зустрічаються бурий ведмідь, рись, дика свиня, сарна, лисиця, вовк. Багата орнітофауна. Найбільші її представники: орли, шуліки, куріпки. У Охридському озері водяться десятки видів риб, у тому числі 13 видів коропових, європейський вугор, в тому числі ендемічний охридський лосось та форель.

## Охорона природи
На території республіки розташована низка національних парків: Галічіца, Маврово, Пелістер тощо.
|                            |                           |                            |
| Національний парк Пелістер | Національний парк Маврово | Національний парк Галічіца |

## Землекористування
Землекористування в країні, станом на 1993 рік:
- 39% — ліси,
- 25% — постійні пасовища,
- 24% — орні землі,
- 2% — багаторічні сільськогосподарські культури,
- 10% — інше.

Згідно з оцінками 1993 року, в Північній Македонії існувало 830 км² зрошуваних земель.

## Міста
Столицею республіки та найбільшим її містом є Скоп'є (населення 600 тис. осіб). Інші великі міста: Бітола, Куманово, Прилеп та Тетово (населення 50-100 тис. осіб).